# Acura CDX
Acura CDX ― це субкомпактний кросовер, що вироблявся компанією Acura, підрозділом розкішних автомобілів Honda, для китайського ринку. 

## Опис

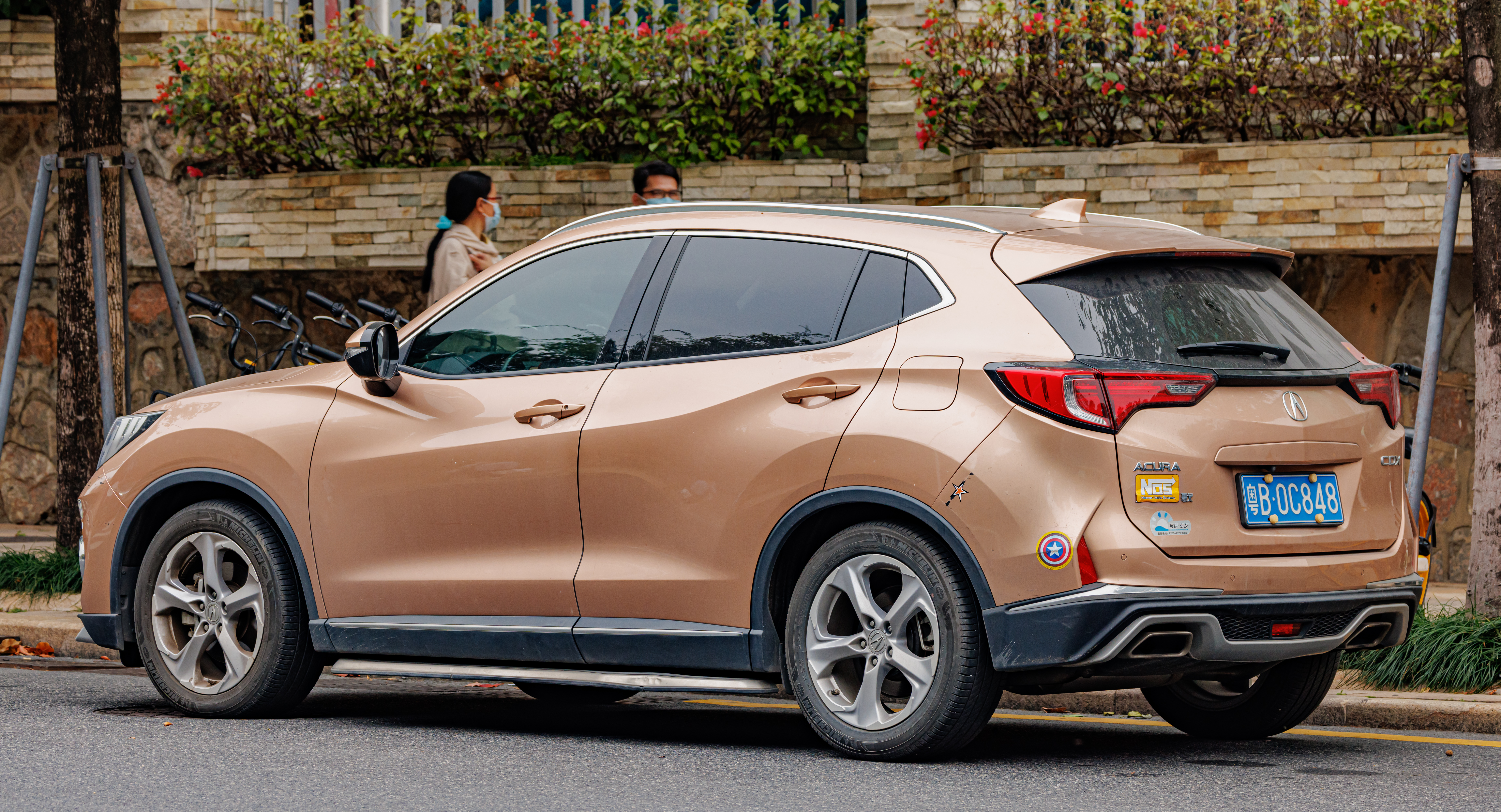

CDX вироблявся на заводі Zengcheng в Гуанчжоу, Китай, і був доступний з липня 2016 року до квітня 2022 року, коли Acura оголосила про вихід бренду з китайського ринку.
Після випуску CDX планувався як модель для внутрішнього ринку Китаю, оскільки Acura оголосила, що не має планів щодо запуску в Північній Америці. За словами Джона Ікеди, віце-президента групи Acura USA, Acura розглядала можливість продажу CDX в США, хоча в кінцевому підсумку цього так і не сталося.
У 2020 році був випущений варіант CDX в комплектації A-Spec, що відрізняється більш агресивним дизайном, затемненою пластиковою обробкою, двоколірними дзеркалами і унікальними 18-дюймовими колісними дисками.

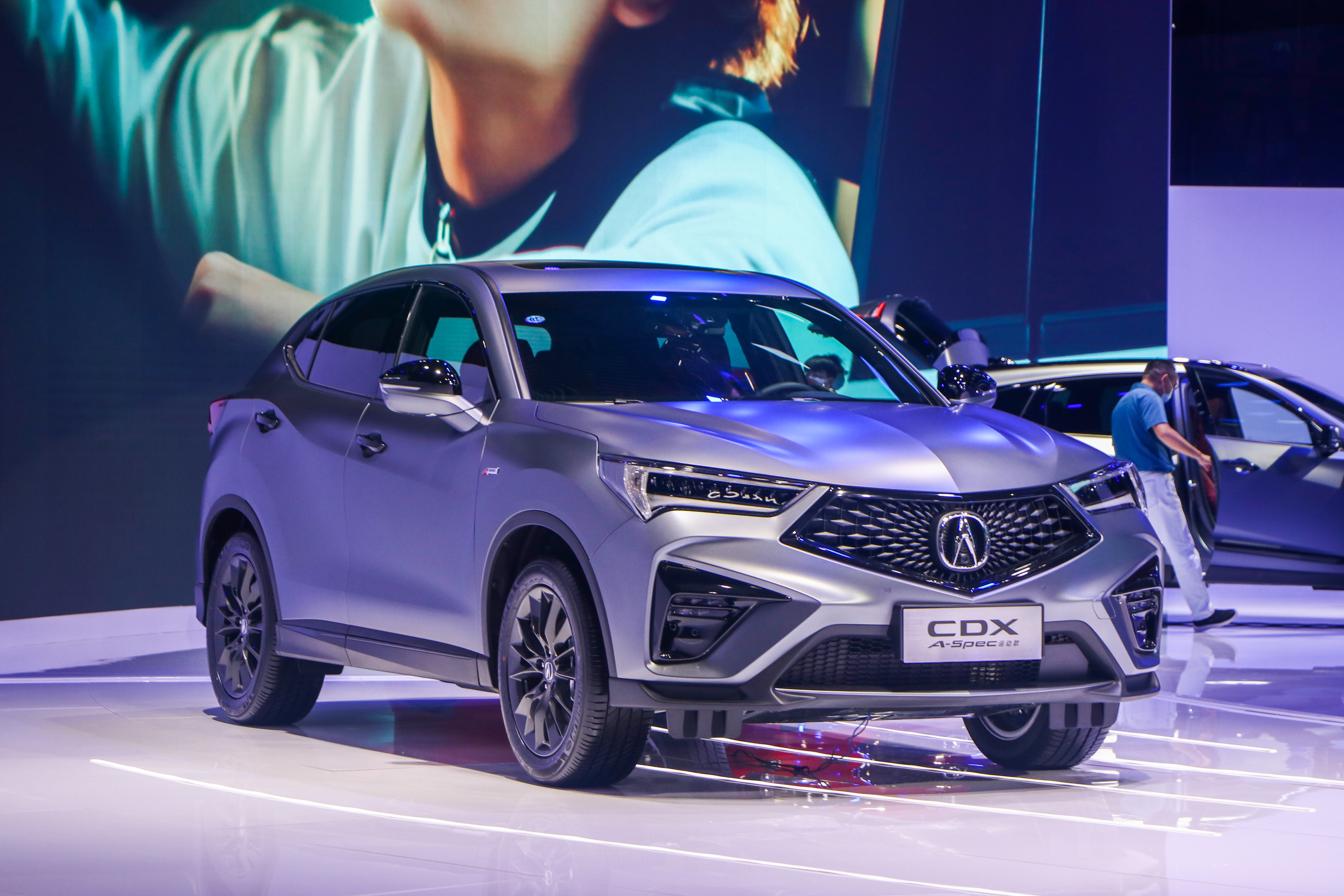
CDX A-Spec

## Силовий агрегат
1,5-літровий двигун DOHC VTEC Turbo «Earth Dreams» потужністю 134 кВт (180 к.с.), з'єднаний з 8-ступінчастою коробкою передач з подвійним зчепленням, доступний у передньопривідній (FWD) та повнопривідній (AWD) конфігураціях.

## Шасі
CDX базується на Honda HR-V і використовує незалежну передню підвіску зі стійками МакФерсона з жорсткою задньою підвіскою на торсіонних балках, оснащену електронно регульованою адаптивною амортизацією, подібною до Civic Type R.

## Характеристики
Acura CDX з переднім приводом розганяється до 100 км/год за 8,6 секунди, а з повним приводом - за 9,7 секунди. Максимальна швидкість обмежена електронікою на позначці 210 км/год.

## Продажі
| Рік  | Китай  |
| ---- | ------ |
| 2016 | 6,842  |
| 2017 | 14,111 |
| 2018 | 5,188  |
| 2019 | 6,773  |
| 2020 | 5,388  |
| 2021 | 2,810  |
| 2022 | 712    |